# Cine de Bélgica
El cine de Bélgica comienza a hacerse conocer gracias a distinciones, en particular, al Festival de Cannes.
Por mucho tiempo vivió a la sombra de otras obras cinematográficas, especialmente las de Francia, donde numerosos realizadores y actores iban a proseguir su carrera.
Además, Bélgica es un pequeño país en el centro de Europa, en el centro de dos culturas: latina y germánica, con tres lenguas nacionales: el francés, el neerlandés y el alemán (minoritario).
A partir de 1797, Étienne Robertson, un científico y artista, m. en el punto una clase de linterna mágica llamada "Fantascope". Con este aparato que permite a las sombras proyectadas cambiar de forma gracias a embriones de movimiento, presenta fantasmagorías que hacen sensación.
- Datos: Q2508987
- Multimedia: Cinema of Belgium / Q2508987